# Операција Вилфред
Операција Вилфред (енгл. Operation Wilfred) била је део норвешке кампање током Другог светског рата, покушај британске РМ да минира неутралне норвешке територијалне воде 5–8. априла 1940, непосредно пред почетак немачке инвазије на Норвешку.

## Позадина

### Стратегијски значај Норвешке
Географски положај Норвешке учинио ју је већ на почетку Другог светског рата стратегијски значајном, како за Немачку, тако и за Савезнике, посебно Велику Британију. Поседовање разуђене норвешке обале омогућавало је Немачкој сигурнији излаз површинским бродовима и подморницама на Атлантик, и пробијање савезничке поморске блокаде. Поред тога, освајање Норвешке обезбеђивало би Немачкој неометан транспорт шведске гвоздене руде (њоме су Немци подмиривали близу 50% својих ратних потреба) преко Нарвика.
Али, Велика Британија је од почетка рата имала у плану да немачку акцију предухитри поседањем база у Норвешкој. Тако би осигурала превласт над поморским комуникацијама Северног и Норвешког мора, овладала погодним ваздухопловним базама за нападе на Немачку и угрожавање десног бока и позадине немачких снага на Западном фронту.

### Норвешке снаге
Уочи Норвешке кампање норвешке копнене, поморске и ваздухопловне снаге бие су веома слабе. Норвешка је имала само 6 слабих пешадијских дивизија КоВ (око 20.000 људи, од чега 1.150 официра и 750 подофицира), 4 лака бомбардера, 7 ловачких и 40 извиђачких авиона у склопу КоВ, а у РМ још 32 хидроавиона и 1 транспортни авион. РМ је имала 4 обалске оклопњаче застарелог типа (из 1898. и 1901), 6 разарача (4 модерна), 24 торпиљарке, 9 подморница (из 1914. и 1929), 11 минополагача, 6 миноловаца око 70 патролних и помоћних бродова. Трговачка флота Норвешке, са 4.800.000 БРТ, била је, после британске, највећа у Европи.

### Британски планови

#### Операција Вилфред
Велика Британија је крајем марта 1940. донела одлуку да минира пролазе у норвешким територијалним водама (Операција Вилферд). Предвиђено је полагање минских поља на прилазима Вестфјордену северно од Бодеа (Bodö), ради затварања јужног излаза из Нарвика, затим северно од Бергена и евентуално, још једног у близини Молеа (Molde). За блиску заштиту ове операције одређене су 1 крстарица и 2 разарача из Домовинске флоте (Home Fleet), а за подршку, у случају немачке интервенције, биће спремне 2 крстарице и 3 разарача из Росајта и 3 крстарице из Скапа Флоуа.

#### План Р-4
Уколико би Немци овај савезнички корак искористили као повод за упад у Норвешку, операцији Вилфред прикључен је план Р-4 којим је предвиђено ангажовање копнених снага: једне пешадијске бригаде за десант у подручју Нарвика, а 5 батаљона за десант у Бергену и Тронхејму и реид код Ставангера. У првој фази операције укупне снаге подржаване британском РМ и РВ износиле би око 18.000 војника. За дејства из ваздуха на подручју Норвешке, Британци нису могли да одвоје и припреме потребне ваздухопловне снаге. Са аеродрома РАФ и из база морнаричког ваздухопловства на Британскимн острвима, удаљених од Норвешке 600 до 1.200 км, могли су да дејствују само извиђачки авиони и хидроавиони, претежно из састава Обалске команде (Coastal Command), затим неки типови тешких и лаких бомбардера и ноћних ловаца Бомбардерске команде (Bomber Command). Од авиона морнаричког ваздухопловства могли су се употребити авиони за обрушавање Blackburn Skua и торпедни авиони Fairey Swordfish. Предвиђено је да операција Вилфред отпочне 5 априла.